# 加什

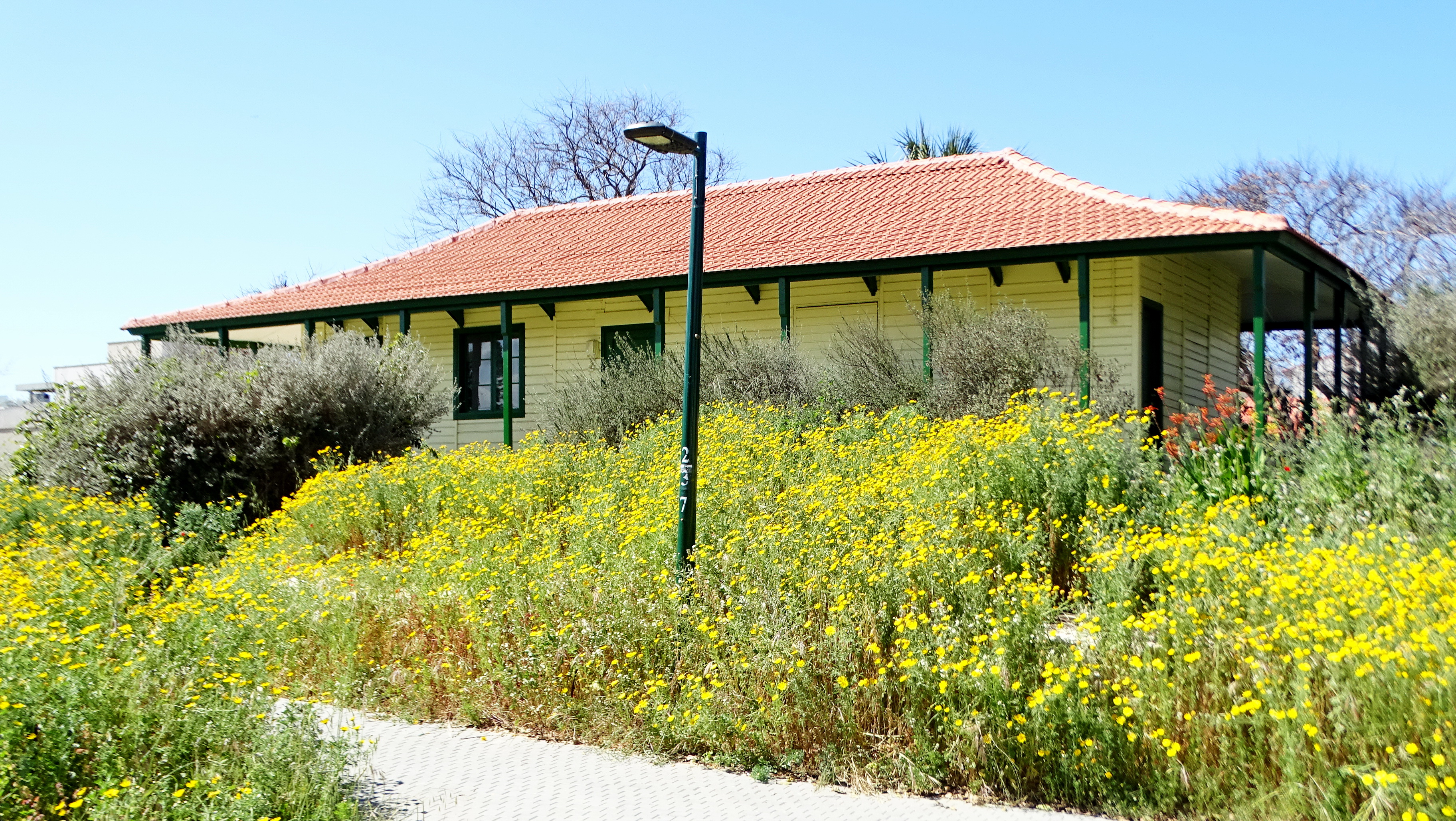
加什

加什 （直译：「Storm」）是位于特拉维夫以北、以色列沿海平原的一个以色列基布兹。这个基布兹以圣经中的一座山的名字命名。1951年7月5日，一群来自南美的移民建立了該基布兹，他们都是青年衛士的一員。 2021年時，當地的人口为921。 